# Viking Crown
Viking Crown byl vedlejším projektem, který v polovině 90. let založil Phil Anselmo ze skupiny Pantera. První album Viking Crown bylo EP nahrané v roce 1994 s názvem Unorthodox Steps of Ritual, na kterém byl Anselmo (pseudonym Anton Crowley) hráč na všechny nástroje. V následujících letech se přidali frontman skupiny Necrophagia Killjoy (zpěv) a Anselmova dnes bývalá manželka Stephanie Opal/Opal Enthroned (klávesy). Killjoy později popsal Viking Crown jako „Sobeckou kapelu, ve které jsme nahrávali bez ohledu na konvenční metody, psaní písniček nebo jakékoli cíle, kromě toho, abychom vytvořili skutečně temně depresivní lo-fi black metal, který se nám líbil“.  Po rozhovoru, ve kterém Anselmo považoval projekt za vtip, došlo mezi ním a Killjoyem k hádce, která vyvrcholila tím, že Anselmo opustil všechny projekty pod Baphomet Records.

## Členové kapely
- Phil Anselmo (jako Anton Crowley) – zpěv, kytary, basa, bicí
- Killjoy – zpěv
- Opal Enthroned – klávesy

## Diskografie
| Datum vydání | Titul                           | Vydavatel                        | Prodeje USA |
| 1999         | Unorthodox Steps of Ritual (EP) | Baphomet Records                 | 177 000+    |
| 11.04.2000   | Innocence from Hell             | Baphomet Records                 | 211 000+    |
| 13.11.2001   | Banished Rhythmic Hate          | Renegade Records/ Season of Mist | 129 000+    |